# A magyar sajtó napja

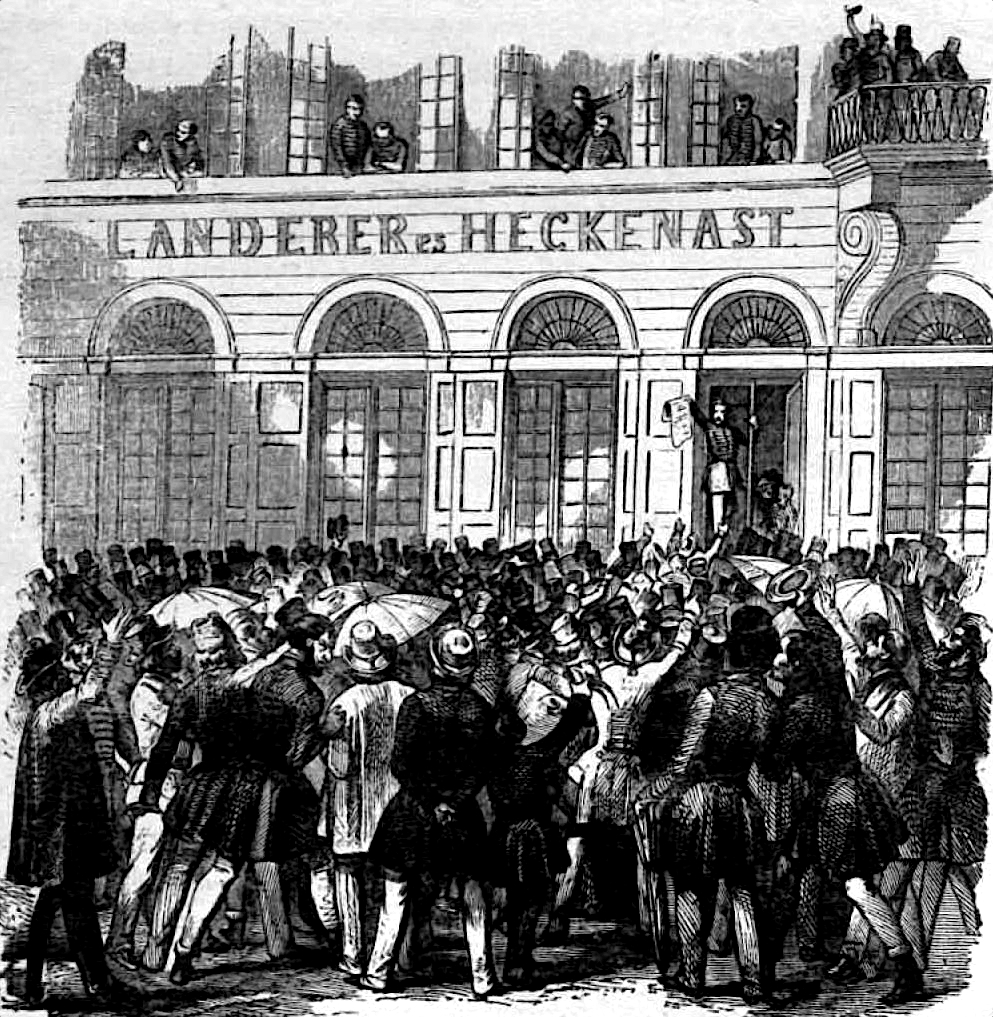
1848. március 15-én délelőtt féltizenkettőkor Irinyi József hírlapíró jelent meg a nép előtt, a tizenkét pont első kinyomtatott példányát lobogtatva

A magyar sajtó napja 1990-ben alapított, minden év március 15-én megtartott ünnepnap. 1848-ban ezen a napon nyomtatták ki a magyar sajtó első szabad termékeit, a  12 pontot és a Nemzeti dalt. 1848. március 15-én hirdették ki a polgári sajtószabadságot, majd április 11-én törvénybe is foglalták, mely fordulatot jelentett a korábbi szigorú cenzúra időszakához képest.
Magyarországon ezen a napon adják át a Széchenyi-, Kossuth- és József Attila-díjakat.

## A Rákosi-korszakban
A Rákosi-korszakban már volt ilyen nevű ünnep: a minisztertanács 1032/1951. (XI. 17.) MT határozata  szólt február 1-nek a »Magyar Sajtó Napjává« nyilvánításáról. (Február 1-je arra utalt, hogy a Szabad Nép első, még illegális száma 1942. február 1-jén jelent meg. A Magyar Sajtó Napjának megünnepelésére először 1952. február 1-jén, a lap megjelenésének 10. évfordulóján került sor. 